# William Brooke O’Shaughnessy

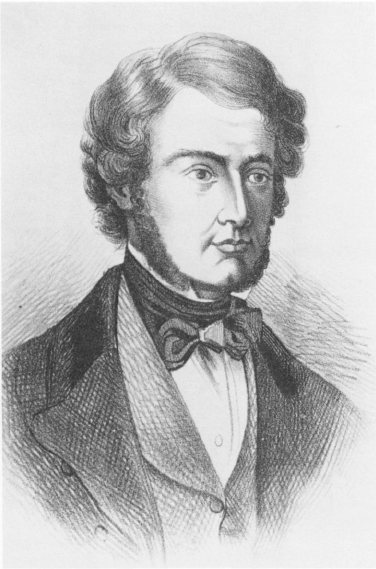
William Brooke O’Shaughnessy, vor 1851

Sir William Brooke O’Shaughnessy (* Oktober 1809 in Limerick, Irland; † 8. Januar 1889 in Southsea bei Portsmouth) war ein irischer Chemiker und Mediziner sowie Erfinder in der Telegraphie, der er in Indien zum Durchbruch verhalf. Er war ein Pionier der Verwendung von intravenöser Kochsalzlösung und Hanf in der Medizin.

## Ausbildung und erste Berufsjahre in Großbritannien
O’Shaughnessy studierte ab 1827 an der Universität Edinburgh Medizin mit der Promotion 1829 und praktizierte dann als Arzt in Edinburgh, wobei er nebenbei Vorlesungen über Toxikologie und Gerichtsmedizin hielt. 1830 ging er nach London, konnte dort aber keine Lizenz als Arzt erhalten und gab dort privat Unterricht in Gerichtsmedizin. Bei der Analyse des Bluts von Cholera-Patienten erfand er die Infusions-Therapie mit Kochsalzlösung, die zuerst 1832 von Thomas Latta (1796–1833) in der Medizin angewandt wurde (auch bei einer Cholera-Epidemie), dann jedoch lange in Vergessenheit geriet. In Edinburgh und London entwickelte er auch neue analytische Methoden (Nachweismethoden für Nitrit, Iod, Kaliumiodid, Thiocyanate, Bleichromat, Quecksilberverbindungen, Kupfer in Nahrung, Opiumanalyse).

## Karriere in Indien
1833 ging er als Armeechirurg im Auftrag der East India Company nach Kalkutta und wurde Professor für Chemie und Pharmazie am Medical College in Kalkutta, das er mit gründete. Dort schrieb er ein englischsprachiges Chemielehrbuch für seine indischen Studenten. Er hatte Kontakt zu einheimischen indischen Ayurveda-Ärzten und islamischen Ärzten und untersuchte die Inhaltsstoffe der indischen Naturmedizin (einschließlich Opium). Das legte er in Pharmaziebüchern nieder (Bengal Pharmacopoeia 1844). Als Mitglied der Medical and Physical Society of Calcutta publizierte er 1839 eine der ersten Arbeiten über die medizinische Verwendung von Cannabis (in Indien als Volksheilmittel bekannt). O’Shaughnessy benutzte es unter anderem um Krämpfe bei Tetanus und Tollwut zu lindern und bei Rheuma und propagierte dessen Verwendung in England. Damit war er damals erfolgreich, sogar der Leibarzt von Queen Victoria J. Russell Reynolds empfahl die Verwendung bei Menstruationsschmerzen. Zahlreiche Artikel erschienen in der Folge über die medizinische Verwendung von Cannabis.
1841 ging er zurück nach England, kehrte aber 1844 nach Indien zurück, wo er als Analytiker für die Münzanstalt arbeitete. 1846 baute er eine Anlage zur Herstellung von Schießbaumwolle, nachdem er selbständig die Zusammensetzung analysiert hatte. In Indien hatte er schon 1838 mit Experimenten zur Telegraphie begonnen und baute die erste telegraphische Unterwasser-Verbindung unter dem Hugli in Kalkutta. O’Shaughnessy hatte lange vergeblich eine landesweite Einführung der Telegraphie in Indien befürwortet, bis er schließlich Unterstützung beim Generalgouverneur Dalhousie fand, der ihn zum Generaldirektor der indischen Telegraphie machte. 1853 bis 1855 beaufsichtigte er die Installation von 3500 Meilen Telegraphenleitung in Indien, was wesentlich für die britische Beherrschung des Subkontinents wurde. Kupferleitungen wie in England und den USA erwiesen sich dabei als zu anfällig und er griff stattdessen zu Eisenleitungen, die er auf Bambusstangen und unterirdisch in Zement verlegte (sie waren so auch besser vor Stürmen und Aufständischen geschützt). Er nahm auch weitere technische Verbesserungen in der Telegraphie vor und für dabei verwendete galvanische Elemente (Verwendung einer Silberchloridelektrode, Verwendung gegerbter Schafshäute für Daniell-Elemente). Er veröffentlichte unter anderem ein Buch über Verschlüsselung in der Telegraphie und trainierte einheimische Telegraphen und sorgte dafür, dass das System von Samuel F. B. Morse eingeführt wurde. 1856 war er wieder in London, wo er sich mit Morse befreundete und am ersten Versuch teilnahm, eine Telegraphenleitung über den Atlantik zu errichten. 1857 kehrte er nach Indien zurück, um den Wiederaufbau der Telegraphie nach dem Sepoy-Aufstand zu leiten.

## Endgültige Rückkehr nach England
1860 ging er aus Krankheitsgründen nach England zurück und es trat eine plötzliche Änderung in seinen Verhältnissen ein. Er ließ sich scheiden und heiratete erneut und änderte seinen Nachnamen, indem er den Namen eines Zweigs seiner Familie Brooke anhängte (vielleicht in Aussicht einer Erbschaft). Über die letzten 29 Jahre seines Lebens ist nichts sicher bekannt. Möglicherweise war er an dem Projekt einer Telegraphenlinie von Europa nach Indien über die Türkei seines Freundes Charles T. Bright beteiligt.

## Sonstiges
O’Shaughnessy leistete auch Beiträge zur Botanik. Er schlug als einer der Ersten die Verwendung von Zink oder Cadmium als Korrosionsschutz für Eisen in Seewasser vor.
Er war ab 1843 Fellow der Royal Society und wurde 1856 für seine Arbeiten zur Telegraphie in Indien als Knight Bachelor geadelt.